# Roberto Tucci

Roberto kardinál Tucci SJ (19. dubna 1921 Neapol – 14. dubna 2015, Řím) byl italský římskokatolický kněz, jezuita, novinář a organizátor papežských cest, kardinál.
Ve věku 15 let vstoupil do Tovaryšstva Ježíšova a studoval v jezuitských školách v Neapoli a okolí, později také na Papežské univerzitě Gregoriana a v Lovani. Kněžské svěcení přijal 24. srpna 1950. Po vysvěcení přednášel na teologické fakultě San Luigi v Neapoli, působil v redakcích katolických novin Digest religioso (později pod názvem Rassegna di Teologia)a La Civilta Cattolica. Stal se členem komise pro laický apoštolát při Druhém vatikánském koncilu, byl expertem koncilu. Během posledních tří zasedání moderoval každodenní tiskové konference pro novináře akreditované ve Vatikánu.
V letech 1965 až 1989 byl poradcem Papežské rady pro sdělovací prostředky. V souvislosti s touto funkcí se účastnil redigování instrukce Communio et progressio (1971). Od 1973 pracoval v Radiu Vatikán, mj. jako generální ředitel (do roku 1985) a předseda řídícího výboru stanice. V letech 1973 až 1989 byl také poradcem Sekretariátu pro jednotu křesťanů. Patřil rovněž mezi členy redakce teologického časopisu "Concilium".
Plnil řadu řeholních povinností. Účastnil se generálních kapitul řádu, byl poradcem hlavního představeného pro ekumenismus (1970–1975) a také generálním sekretářem italské jezuitské provincie (1967–1969).
Během pontifikátu Jana Pavla II. organizoval jeho zahraničí cesty. Do roku 2001 papeže doprovázel při všech jeho cestách mimo Itálii (kromě návštěvy Francie v roce 1980 a Rakouska v roce 1983). Byl viceprezidentem Italské unie katolického tisku, držitelem ceny Amerického sdružení katolických novinářů za nejlepší článek představující myšlenku ekumenismu (1968). V roce 1968 se jako host účastnil jednání Světové rady církví ve Švédsku.
Při konzistoři 21. února 2001 ho Jan Pavel II. jmenoval kardinálem. Vzhledem k věku neměl povinnost přijmout biskupské svěcení. Několik měsíců po jmenování dovršil 80 let a ztratil právo účastnit se konkláve.
Zemřel 14. dubna 2015 v Římě.